# Somerled

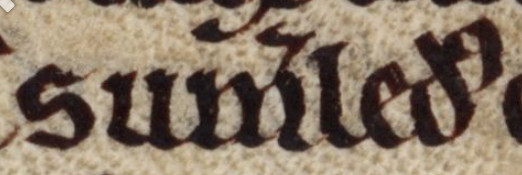
Somerleds Name in einem Manuskript aus dem 12. Jahrhundert

Somerled (altnordisch Sumarliði, schottisch-gälisch Somhairlidh, mittelirisch: Somairle, Somhairle, anglisiert auch „Sorley“; Lord of Argyll, Regulus von Argyll und Kintyre, König der Hebriden, gälisch Somhairle, auch Somairle oder Sorley; † 1164 bei Renfrew) war ein schottischer Adliger. Er war ab den 1150er Jahren der dominierende Herrscher im Bereich der westschottischen Inseln und rebellierte zweimal gegen die schottischen Könige.

## Herkunft
Die genaue Herkunft von Somerled ist ungeklärt. Er war ein Sohn von Gille-Brigde, der ein Sohn von Gille-Adomnain war. Der skandinavische Name Somerled bedeutet Sonnensegler, Sommerkrieger oder auch Wikinger. Die Namen seines Vaters und Großvaters sind dagegen gälisch, was auf die hybride gälisch-nordische Kultur in Nordwestschottland und auf den Hebriden im 12. Jahrhundert hinweist. Ein zeitgenössischer Stammbaum von Somerled ist nicht überliefert, doch innerhalb eines Jahrhunderts nach seinem Tod untersuchte Colla Uais, einer der legendären Gründer von Airgialla in Nordirland, seine Herkunft. Nach späteren und ausführlicheren Angaben stammten Somerleds Vorfahren aus Airgialla. Sein Vorfahre Godfrey, Sohn von Fergus, soll Herrscher auf den Hebriden und ein Zeitgenosse von Kenneth mac Alpin gewesen sein. Im 19. und zu Beginn des 20. Jahrhunderts war unter Historikern umstritten, ob Somerled skandinavischer, gälischer, gälisch-nordischer oder teils auch irischer Abstammung war. Im 21. Jahrhundert wird von der Forschung weitgehend die These akzeptiert, dass er sowohl gälischer wie auch skandinavischer Abstammung war. Wahrscheinlich entstammte er aus einer angesehenen lokalen Herrscherfamilie in Westschottland.

## Herrscher von Argyll
Wie Somerled die Herrschaft über das westschottische Argyll und vermutlich auch über die Halbinsel Kintyre erlangte, ist unbekannt. Seine erste zeitgenössische Erwähnung erfolgte erst 1153, als er vermutlich bereits ein älterer Mann war. Nach der zeitgenössischen Chronik von Aelred von Rievaulx nahm 1138 ein Aufgebot aus Argyll auf der Seite des schottischen Königs David I. an der Standartenschlacht gegen England teil. Dieses Aufgebot soll Somerled geführt haben, was aber nicht belegt ist. Auch seine genaue Stellung als Lord of Argyll ist umstritten. Um die Mitte des 12. Jahrhunderts übten die norwegischen Könige ihre nominelle Oberhoheit über die westschottischen Inseln kaum aus, und auch die schottischen Könige hatten nur wenig Möglichkeiten, in der Region Einfluss zu nehmen. Nach einigen Angaben soll Somerled wie Fergus of Galloway die Oberhoheit von König David I. anerkannt und diesem auch Tribut gezahlt haben. Nach anderen Angaben war er als Herrscher von Argyll nahezu unabhängig von den schottischen Königen und zahlte diesen auch keinen Tribut. Während der Standartenschlacht 1138 leistete er dem König keine Heeresfolge, sondern diente eher als Führer eines Söldnerkontingents aus Argyll. 1154 wurde er als Regulus von Argyll bezeichnet, wobei unklar ist, ob er mit diesem Titel als Lord, Unterkönig oder einfach nur als Herrscher bezeichnet wird.

## Die Rebellion von 1153 gegen Malcolm IV.
Durch die Vergabe von Lehen wie Renfrew an Walter fitz Alan bedrohte der schottische König David I. aber das Reich von Somerled. Nach dem Tod des Königs im Mai 1153 rebellierte Somerled zusammen mit seinen Neffen, den Söhnen von Malcolm Macheth, gegen den neuen König Malcolm IV. Vermutlich waren Somerled und seine Unterstützer nicht mit der Thronfolge des jungen Enkels von David I. einverstanden. Stattdessen wollten sie Malcolm Macheth oder einen seiner Söhne zum König erklären, da diese nach gälischem Recht ebenfalls Ansprüche auf den schottischen Thron hatten. Malcolm Macheth hatte wahrscheinlich vor 1130 eine Schwester von Somerled geheiratet und befand sich seit 1134 in der Gefangenschaft der schottischen Könige. Deshalb war Somerled, als er 1153 seine Rebellion begann, mit Sicherheit bereits ein älterer Mann. Seine Rebellion scheiterte aber. 1156 wurde Donald, ein Sohn von Malcolm Macheth, in Galloway gefangen genommen. 1157 ließ der König dann Malcolm Macheth frei, der danach ein loyaler Vasall des Königs blieb. Von einem Waffenstillstand zwischen König Malcolm IV. und Somerled wird jedoch erst 1159 oder 1160 berichtet. Weihnachten 1159 oder Weihnachten 1160 war Somerled am Hof von Malcolm IV. in Perth, wo er den Spottnamen sit-by-the-king erhielt. Nach der Chronik von Melrose soll Somerled dagegen weiterhin bis zu seinem Tod Krieg gegen den schottischen König geführt haben, was allerdings wohl ein Irrtum ist.

## Krieg mit König Godred von Man
Bereits vor 1156 wurde Somerled in einen Krieg gegen seinen Schwager Godred, dem König der Inseln und der Isle of Man, verwickelt. Thorfinn, einer der führenden Adligen der Isle of Man, war wie andere Adlige mit der Herrschaft von Godred unzufrieden. Sie boten Somerleds Sohn Dugald die Krone an. Daraufhin kam es zum Krieg zwischen Godred und Somerled. Somerled griff Anfang 1156 mit einer Flotte von acht Langschiffen die Isle of Man an. In der Nacht zum 6. Januar 1156 kam es zu einer Seeschlacht zwischen den Flotten der beiden Herrscher. Godred wurde geschlagen, aber nicht besiegt. Er sah sich aber gezwungen, am Tag nach der Schlacht sein Reich mit Somerled zu teilen. Dabei wurden Somerled wahrscheinlich eine Reihe von Inseln wie Mull und Islay zugesprochen. Der Frieden zwischen Godred und Somerled währte aber nicht lange. 1158 griff Somerled mit angeblich 53 Langschiffen erneut die Isle of Man an. Es kam zu einer weiteren Seeschlacht, in der die Flotte von Somerled die Flotte von Godred besiegte. Dieser musste flüchten, worauf Somerled die Isle of Man plünderte und die Herrschaft über das Königreich der Inseln übernahm. Teile seines weit verstreuten Inselreichs verteilte er an seine Söhne. Godred floh nach Schottland und schließlich nach Norwegen. Er kehrte erst nach Somerleds Tod nach Westschottland zurück.

## Die Rebellion von 1164

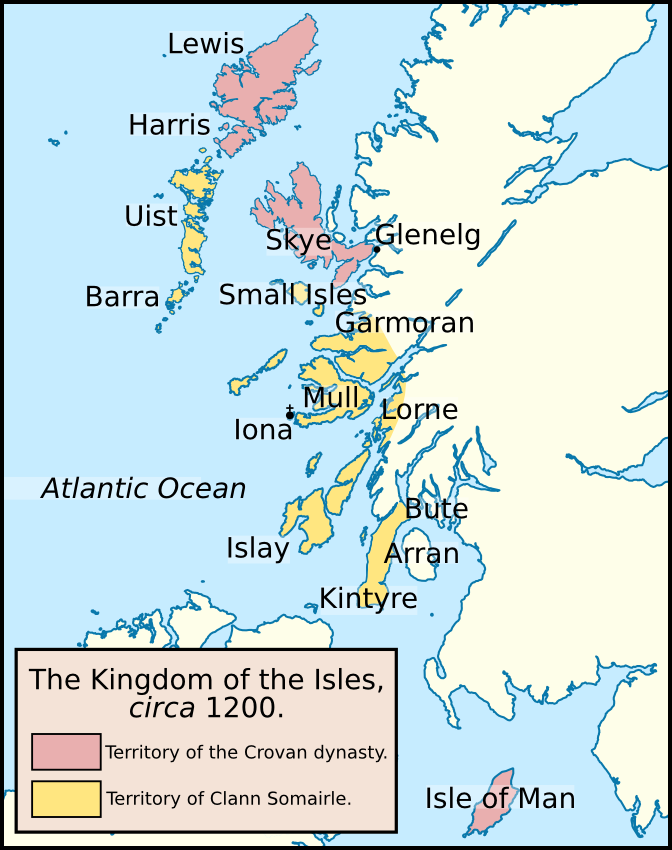
Das Königreich der Inseln um 1200. Gelb die Besitzungen, die nach dem Tod von Somerled an seine Söhne gefallen waren.

1160 führte der schottische König Malcolm IV. drei Feldzüge gegen Fergus von Galloway und zwang ihn zur Abdankung. Was Somerled zwischen 1160 und 1164 machte, ist unbekannt. Wahrscheinlich herrschte zwischen ihm und dem schottischen König ein brüchiger Waffenstillstand. 1164 zog Somerled jedoch auf den Hebriden, in Argyll, auf Kintyre und in Dublin eine Streitmacht für einen Feldzug nach Schottland zusammen. Was genau er mit seinem Feldzug erreichen wollte, ist unbekannt. Wahrscheinlich wollte er den zunehmenden Einfluss des anglonormannisch beeinflussten schottischen Königs auf sein Reich abwehren. Somerleds Armee segelte mit angeblich 160 Langschiffen den Clyde hinauf und landete bei Renfrew, dem Mittelpunkt der Besitzungen von Walter fitz Alan in Westschottland. Nach dem Carmen de morte Sumerledi, das William, ein angeblicher Augenzeuge der Schlacht, gedichtet hatte, traf seine Armee dort auf ein schottisches Aufgebot, das von Bischof Herbert of Glasgow geführt wurde. Bereits zu Beginn der Schlacht wurde Somerled getötet, worauf seine Armee besiegt wurde. Ein Geistlicher schnitt Somerleds Leiche den Kopf ab und brachte ihn dem Bischof. Dieser soll unter Freudentränen erklärt haben, dass der heilige Kentigern für den Sieg verantwortlich gewesen war. Nach gälischer Tradition starb Somerled infolge eines Verrats. Vermutlich wurde er in Iona und nicht in Saddell Abbey beigesetzt, wie in älteren Quellen angegeben wird.

## Ehe, Nachkommen und Schenkungen an die Kirche
Somerled heiratete vor 1140 Ragnhild. Sie war vermutlich eine Tochter von König Olaf von Man und dessen ersten Frau Ingebjorg oder eine uneheliche Tochter von ihm. Mit ihr hatte er mindestens drei Söhne:
- Dubgall († nach 1175)
- Ragnall († zwischen 1192 und 1207)
- Áengus († 1210)

Möglicherweise hatte er mit Ragnhild noch einen vierten Sohn namens Olaf. Daneben hatte er noch mindestens einen weiteren Sohn namens Gille Brigte, der entweder aus einer früheren Ehen stammte oder unehelich war. Gille Brigte fiel ebenfalls in der Schlacht bei Renfrew. Wahrscheinlich hatte Somerled noch weitere Kinder, was aber nicht gesichert belegt ist. Nach seinem Tod teilten seine Söhne Dugald, Ranald und Áengus das Reich unter sich auf, wobei nicht genau bekannt ist, wer welche Inseln und Besitzungen erhielt. Godred von Man konnte die Herrschaft auf der Isle of Man zurückgewinnen.
Der Humangenetiker Bryan Sykes untersuchte die DNA der MacDonalds, der MacDougalls und der MacAllisters untersucht. In diesen Familien ist ein Y-Chromosom charakteristisch, das in männlicher Linie vererbt wird. Ungefähr 20 % der MacDonalds, 30 % der MacDougalls und 40 % der MacAllisters, besitzen dieses Chromosom und sind damit wahrscheinlich direkte Nachfahren von Somerled. Sykes schätzt, dass es 200.000 Menschen gibt, die das Y-Chromosom in sich tragen.
Somerled hatte wie sein Schwiegervater Olaf von Man und wie Fergus von Galloway Schenkungen zugunsten der Kirche gemacht. 1164 versuchte er vergeblich, den Iren Flaithbertach Ó Brolchain als Abt in Iona einzusetzen. Somerleds Tochter Bethoc (auch Beathoc oder Bethag) wurde die erste Priorin eines neugegründeten Benediktinerinnenklosters von Iona. Zwischen 1150 und 1175 gründeten entweder Somerled oder sein Sohn Ranald eine Zisterzienserniederlassung in Saddell in Kintyre.

## Nachwirkung
Die gesicherten Erkenntnisse über Somerled und die Legenden über ihn auseinanderzuhalten, ist schwierig. Er hat nicht nur in der Geschichtsschreibung des Königreichs der Inseln, sondern auch in der von Schottland hohe Bedeutung. Sein Sohn Dugald wurde der Stammvater der Lords of Argyll im 13. Jahrhundert und dann des Clan MacDougall. Von seinem Sohn Ranald stammten die späteren Lords of the Isles der MacDonalds sowie die Macruaris ab. Ab dem 17. Jahrhundert wurde Somerled als Ahnherr des Clan MacDonald und als Erneuerer des keltischen Widerstands gegen den anglonormannischen Einfluss in Schottland heroisiert. Seit der zweiten Hälfte des 20. Jahrhunderts sehen Historiker ihn eher als einen eher unbedeutenden, aufrührerischen Häuptling. Allerdings greifen die Historiker dabei vor allem auf mittelalterliche, zeitgenössische schottische Chroniken zurück, in denen Somerled als Rebell gegen die schottischen Könige meist negativ dargestellt wird.